# Allianz Arena
Die Allianz Arena ist ein Fußballstadion im Norden der bayerischen Landeshauptstadt München. Sie bietet bei nationalen Spielen 75.024 Plätze, zusammengesetzt aus 61.682 Sitzplätzen, 13.342 Stehplätzen, 1.371 Logenplätzen, 2.152 Business Seats (einschließlich 102 Sitzplätzen für Ehrengäste) und 966 Sponsorenplätzen. 
In der Allianz Arena bestreitet die Männermannschaft des FC Bayern München seit der Saison 2005/06 ihre Heimspiele. Bis zum Saisonende 2016/17 war die Allianz Arena auch Spielstätte des TSV 1860 München. Außerdem war sie Spielort der Fußball-Weltmeisterschaft 2006, der Fußball-Europameisterschaften 2021 und 2024 sowie Austragungsort der Champions-League-Finals 2012 und 2025. 
Das Stadion befand sich zuerst im gemeinsamen Eigentum der FC Bayern München AG und der TSV München von 1860 GmbH & Co. KGaA. 2006 erwarb die FC Bayern München AG die Anteile der TSV München von 1860 GmbH & Co. KGaA und ist nun alleinige Eigentümerin.

## Lage und Verkehrsanbindung
Das Stadion liegt am nördlichen Ende des Münchner Stadtbezirks Schwabing-Freimann in der Fröttmaninger Heide und rund zehn Kilometer Luftlinie vom Marienplatz entfernt. Durch die direkte Lage am Autobahnkreuz München-Nord (A 9/A 99) ist ein zügiges Verkehren von und zu den Spielen in Verbindung mit dem direkt an der Arena befindlichen rund 11.000 Pkw fassenden Parkhaus gewährleistet. Im Süden erfolgt die Anbindung über die Anschlussstelle München-Fröttmaning-Süd (A 9). Im Norden wird die Arena aus Richtung Westen über die AS München-Fröttmaning-Nord (A 99) bzw. aus Richtung Osten über das Autobahnkreuz München-Nord und die Anschlussstelle München-Fröttmaning-Süd erreicht.
Durch einen etwa 15-minütigen Fußweg über die Esplanade kann das Stadion vom U-Bahnhof Fröttmaning erreicht werden. Hier verkehrt die Linie U6 der Münchner U-Bahn. Ca. 16 min dauert die Fahrt aus der Münchner Innenstadt. Reisende, die über den Münchner Hauptbahnhof anreisen, müssen die S-Bahn (mit Umstieg am Marienplatz) nehmen, um die U6 zu erreichen. Alternativ können die U-Bahn-Linien U1, U2, U7 und U8 (Umstieg am Sendlinger Tor) oder die U-Bahn-Linien U4 und U5 (Umstieg am Odeonsplatz) benutzt werden. Auch die Anreise über den Münchner Ostbahnhof erfordert den Umstieg auf die S-Bahn oder die U-Bahn-Linie U5. Zur Entlastung der U-Bahn steht bei einigen Heimspielen des FC Bayern zusätzlich eine kostenlose Pendelbus-Verbindung vom S-Bahnhof Donnersbergerbrücke zur Verfügung.
Seit der Saison 2019/20 werden Fans mit Karten für den Gästebereich ab dem U-Bahnhof Fröttmaning über einen separaten Fußweg westlich der Gleise zum Stadion geleitet.
Seit dem 1. Mai 2025 lautet die Anschrift der Arena Franz-Beckenbauer-Platz 5, 80939 München – im Gedenken an Franz Beckenbauer und dessen Rückennummer „5“. Zuvor lautete die Adresse Werner-Heisenberg-Allee 25. Der Platz wurde am 5. Mai 2025 durch den Münchner Oberbürgermeister Dieter Reiter sowie Vertreter des FC Bayern München und Beckenbauers Familie eingeweiht.

## Charakteristika des Stadions

### Kapazität

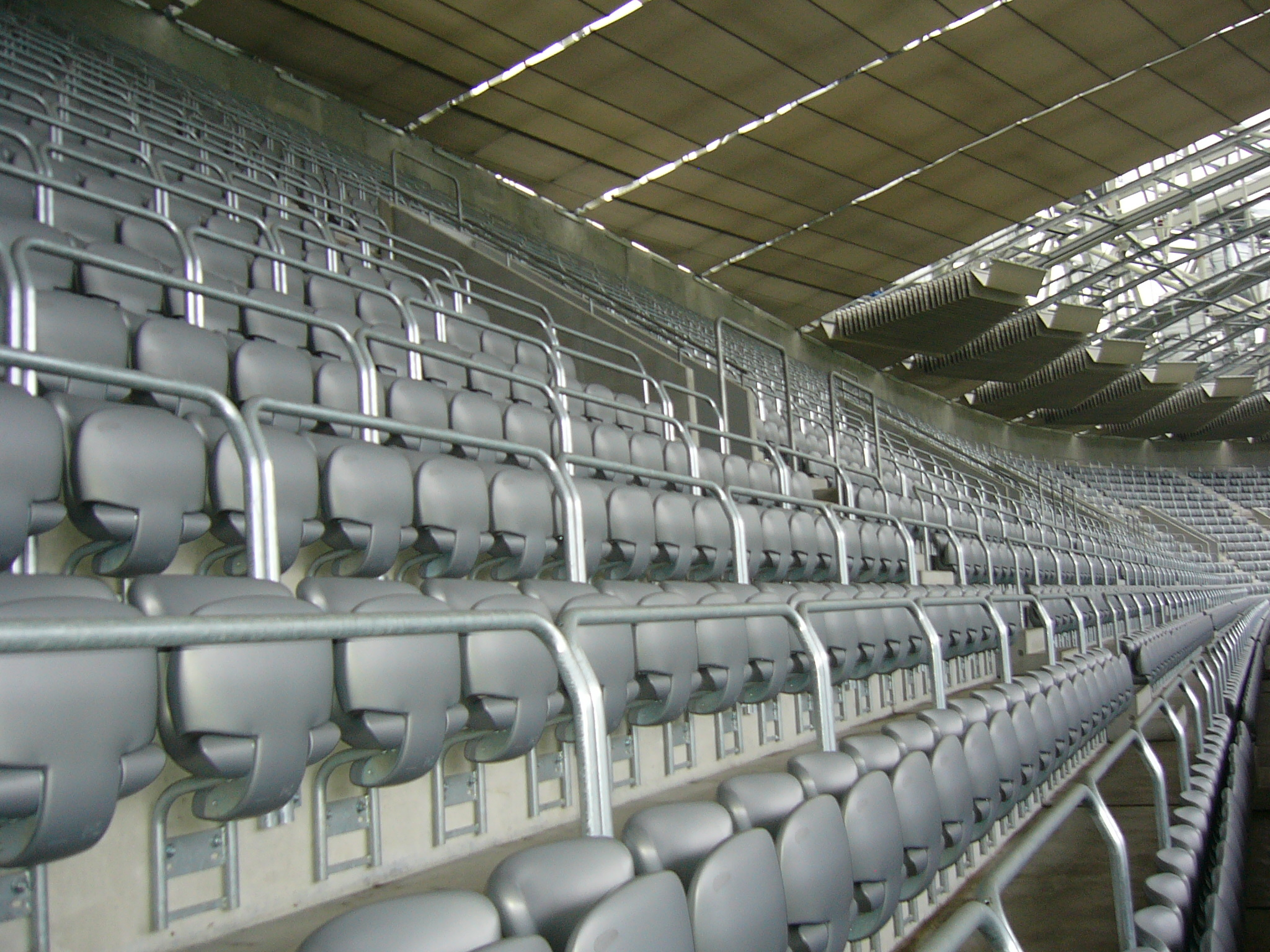
Oberrang, Steigungswinkel von ca. 34°. Unter dem Dach erkennt man die aus- und eingefahrenen Rollos.

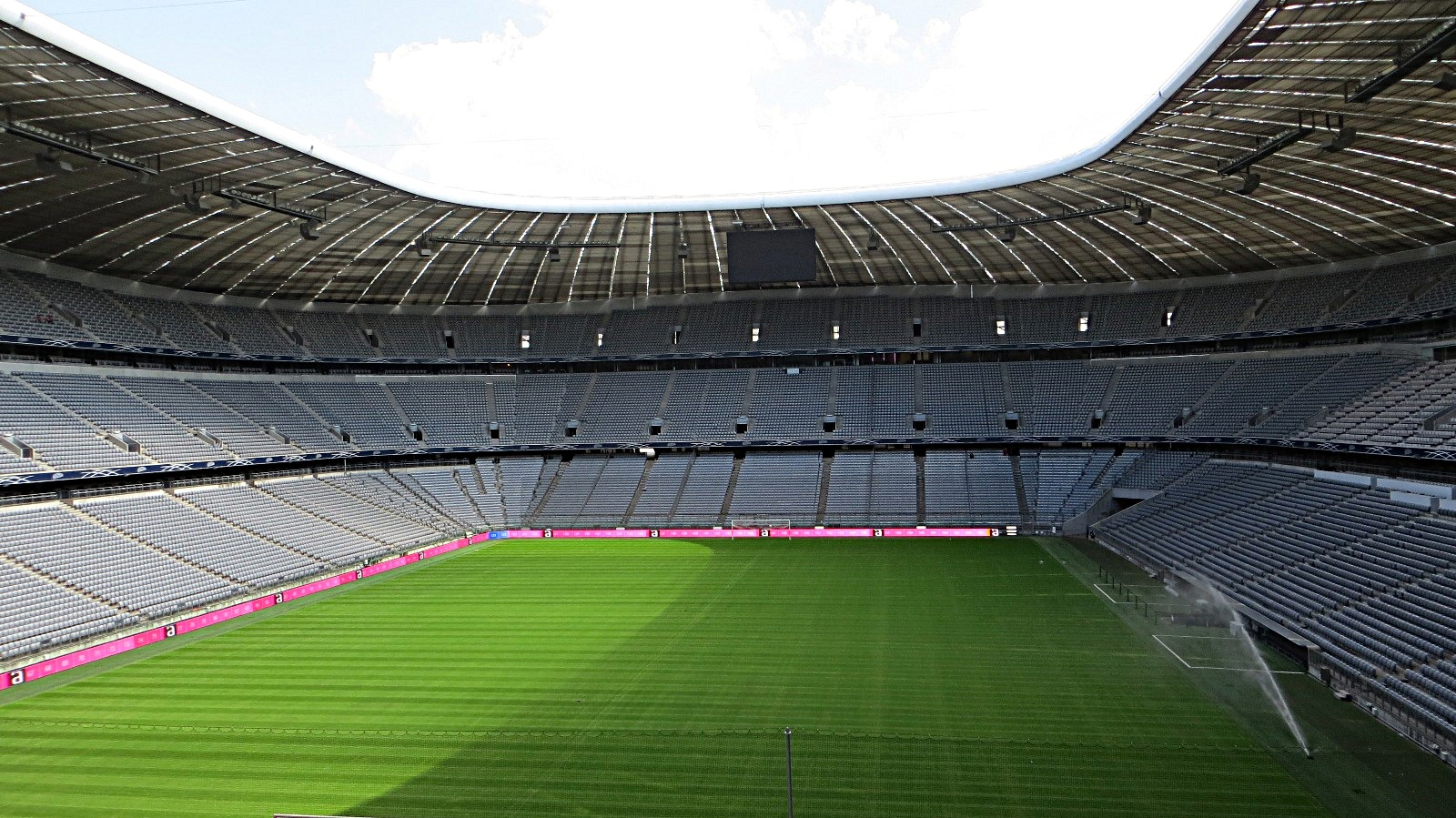
Innenansicht vor dem Umbau

Die Allianz Arena ist, bis auf das nicht verschließbare offene Dach, ein geschlossenes reines Fußballstadion, welches seine internationale Kapazität von 69.344 Sitzplätzen (bis August 2012 66.000) annähernd gleichmäßig auf drei Ränge verteilt: unterer ca. 25.000, mittlerer ca. 24.000 und oberer ca. 22.000 Sitzplätze. Der Neigungswinkel variiert hierbei von 24° im unteren über 30° im mittleren bis auf 34° im oberen Rang. Zu den 67.812 Sitzplätzen zählen die 2.152 Business- (mittlerer Rang) und Sponsor-Seats (unterer Rang) und etwa 400 Presseplätze (Livekommentatorenplätze und schreibende Presse im unteren Rang), die 106 unterschiedlich großen, bis zu 62 Plätze fassenden Logen (zwischen Mittel- und Oberrang) mit 1.374 Plätzen sowie die 227 Plätze für Menschen mit Behinderung und ihre Begleitung auf der Haupterschließungsebene ohne Ebenenwechsel. Die Anzahl der Presseplätze variiert nach Bedarf und setzt sich bei regulären Bundesligaspielen aus 176 Plätzen mit Tisch, 98 ohne Tisch und 90 Kommentatorenplätzen zusammen, insgesamt also 364 Presseplätze. Während der Weltmeisterschaft 2006 wurden 2.600 Plätze zur Verfügung gestellt, von denen 1.000 mit Tisch und 1.000 ohne Tisch im Unterrang West lagen sowie 600 Kommentatorenplätze im Oberrang West.
Bei Bundesliga- und Pokalspielen wurden von den rund 25.000 Sitzplätzen im Unterrang jeweils etwa 5.200 Sitzplätze der Nord- und Südkurve in 6.800 Stehplätze umgewandelt (durch den Umbau der Sponsorentribüne auf dem Unterrang West, wo man die Sponsorensitze durch Standardsitze ersetzt hat, wurde die Kapazität um etwa 1.000 Plätze erhöht). Die dadurch erhaltene höhere Zuschauerkapazität wurde zunächst dadurch ausgeglichen, dass diese insgesamt etwa 4.000 Plätze an anderen Stellen des Stadions nicht verkauft wurden. Am 16. Januar 2006 genehmigten die Behörden die Aufstockung auf 69.901 Plätze, so dass nach Abzug aller Medien- und Arbeitskarten seit Beginn der Bundesliga-Rückrunde 2005/06 69.000 Zuschauer bei Liga- und DFB-Pokal-Spielen Platz fanden. Die beiden zentralen Südkurven-Blöcke 112 und 113 waren seit der Saison 2006/07 bei nationalen Spielen reine Stehplatzblöcke; lediglich bei internationalen Spielen wurden die an Traversen angebrachten Sitze gemäß UEFA- und FIFA-Auflagen eingebaut, in der Regel jedoch nicht genutzt.
Alle Plätze sind überdacht, aufgrund des Windsoges kann es jedoch passieren, dass Regen auf Teile der Ränge fällt. In der Winterpause 2005/06 wurden, um den Komfort weiter zu steigern, die Eingänge der Hauptverteilerebene mit Toren versehen, welche bei Spielen heruntergefahren werden. Dadurch bläst der Wind während der Spiele nicht mehr so stark über die Zuschauerränge. Bei hochgefahrenen Toren wird der Rasen besser belüftet.
Zu Beginn der Saison 2012/13 wurden im Oberrang zwei weitere Sitzreihen installiert und so die Stadionkapazität auf 71.137 Zuschauer, bei internationalen Spielen auf 67.812 Zuschauer erweitert.
Im April 2013 wurde bekannt, dass die Kapazität bei internationalen Spielen ebenfalls auf 71.000 Zuschauer gesteigert werden soll. Dies wurde durch eine bessere Ausnutzung des Platzes auf der Süd- und der Nordtribüne umgesetzt.
Im August 2014 wurde die Arena abermals um gut 2.200 Steh- sowie rund 1.500 Sitzplätze erweitert.
Der Unterrang der Südkurve wurde mit einem Kombi-System ausgestattet. In Metallboxen, welche in den Boden abgesenkt werden können, stehen klappbare Sitze für internationale Spiele zur Verfügung. Dieses sogenannte „Stuttgarter Modell“ kam zuvor erstmals beim Umbau der damaligen Mercedes-Benz Arena zum Einsatz.
Dies erfolgte auch mit Hinblick auf die Münchner Bewerbung für die Fußball-Europameisterschaft 2020, für deren Finale eine Kapazität von mindestens 70.000 Sitzplätzen gefordert wurde. Eine abschließende Freigabe der Nutzung dieser zusätzlichen Plätze wurde erst im Januar 2015 genehmigt, womit die Arena bei Bundesliga- und DFB-Pokalspielen nun 75.024 und bei internationalen Spielen 69.344 Zuschauer fasst. Aufgrund eines Pilotprojektes der UEFA sind seit der Saison 2022/23 Stehplätze auch bei Europapokal-Spielen probeweise wieder zugelassen, so dass die volle Kapazität von 75.024 Plätzen genutzt werden kann und die bisherigen Umrüstungsmaßnahmen vor und nach Europapokalspielen entfallen sind. Bei Spielen der Nationalmannschaften gilt dies aber noch nicht. Eine weitere Kapazitätsanhebung durch den von der Gebäudestatik her möglichen Einbau eines vierten Rangs läge laut Jan-Christian Dreesen, Vorstandsvorsitzender der FC Bayern München AG, allerdings noch in weiter Ferne.
Bei Heimspielen des TSV 1860 waren aus Sicherheitsgründen (Pufferblock zwischen Heim- und Gästefans in der Südkurve) nur 71.400 Zuschauer zugelassen.
Die Sponsor- und Business-Seats sowie die Logenplätze sind zusätzlich von den Parkhäusern S0/S1 aus über Rolltreppen und gesonderte Einlasskontrollen erreichbar. Die Ausgabe der Akkreditierungen für Pressevertreter erfolgt im sogenannten Presseclub, der sich in der Ebene 0 unter den Besuchereingängen befindet. Dieser ist über das Parkhaus S1 oder über eine Rampe zu erreichen.

### Esplanade und Kurt-Landauer-Platz

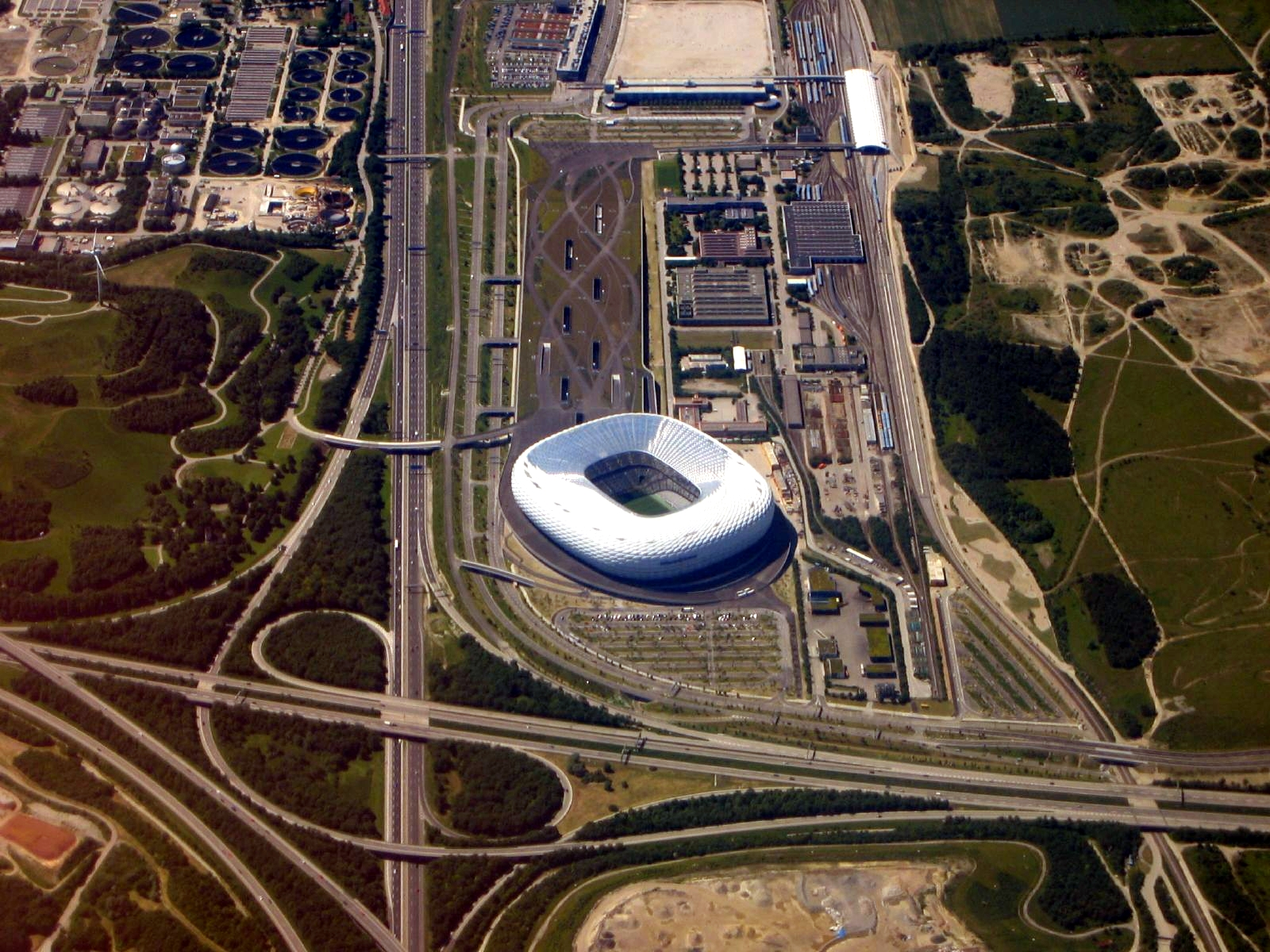
Die Esplanade aus der Vogelperspektive betrachtet (auf dem Bild oben in der Mitte)

Das südlich der Arena anschließende viergeschossige Parkhaus ist mit rund 9.800 Pkw-Stellplätzen das größte Parkhaus eines Fußballstadions in Europa. Auf ihm „liegt“ die Esplanade, die dem Stadionbesucher als Fußweg zur und von der Arena dient. So verbinden die geschwungenen Wege auf der weitestgehend unbebauten Esplanade auf einer Breite von 133 m und einer Länge von 600 m bzw. einer Breite von 136 m und einer Länge von 543 m den U-Bahnhof Fröttmaning und das Parkhaus (je zwei Treppenhäuser pro Parkhausabschnitt) mit der Arena. Gleichzeitig sollen dabei die Besucherströme entflochten und gezielt gelenkt werden. 
Das Bauwerk beginnt ebenerdig auf Höhe der nördlichen Fußgängerbrücke zur U-Bahn-Haltestelle, verläuft über dem Parkhaus und mündet auf den 2015 benannten Kurt-Landauer-Platz vor den südlichen Stadioneingängen. Nördlich des Stadions und am südlichen Ende der Esplanade befinden sich insgesamt 350 Parkplätze für Fanbusse. Es stehen 150 Behindertenparkplätze zur Verfügung, davon 130 im Parkhaus P1 und 20 im Gästeparkhaus. Im Stadion bzw. direkt am Stadion befinden sich auf zwei Ebenen nochmals 1.200 Parkplätze, womit insgesamt 11.000 Parkplätze zur Verfügung stehen.
Am 12. September 2023 wurde auf der Esplanade vor der Allianz Arena eine Bronze-Statue von Gerd Müller enthüllt. Sie zeigt ihn im Trikot des FC Bayern in einer Jubelpose, die Arme in V-Form nach oben gereckt. Die Skulptur stammt vom Künstler Karel Fron. Eine weitere Statue im Gedenken an Franz Beckenbauer soll 2025 entstehen. Beide Statuen werden bzw. wurden komplett durch Fans über die gemeinnützige Kurt-Landauer-Stiftung e. V. finanziert.

### Fassade und Dach

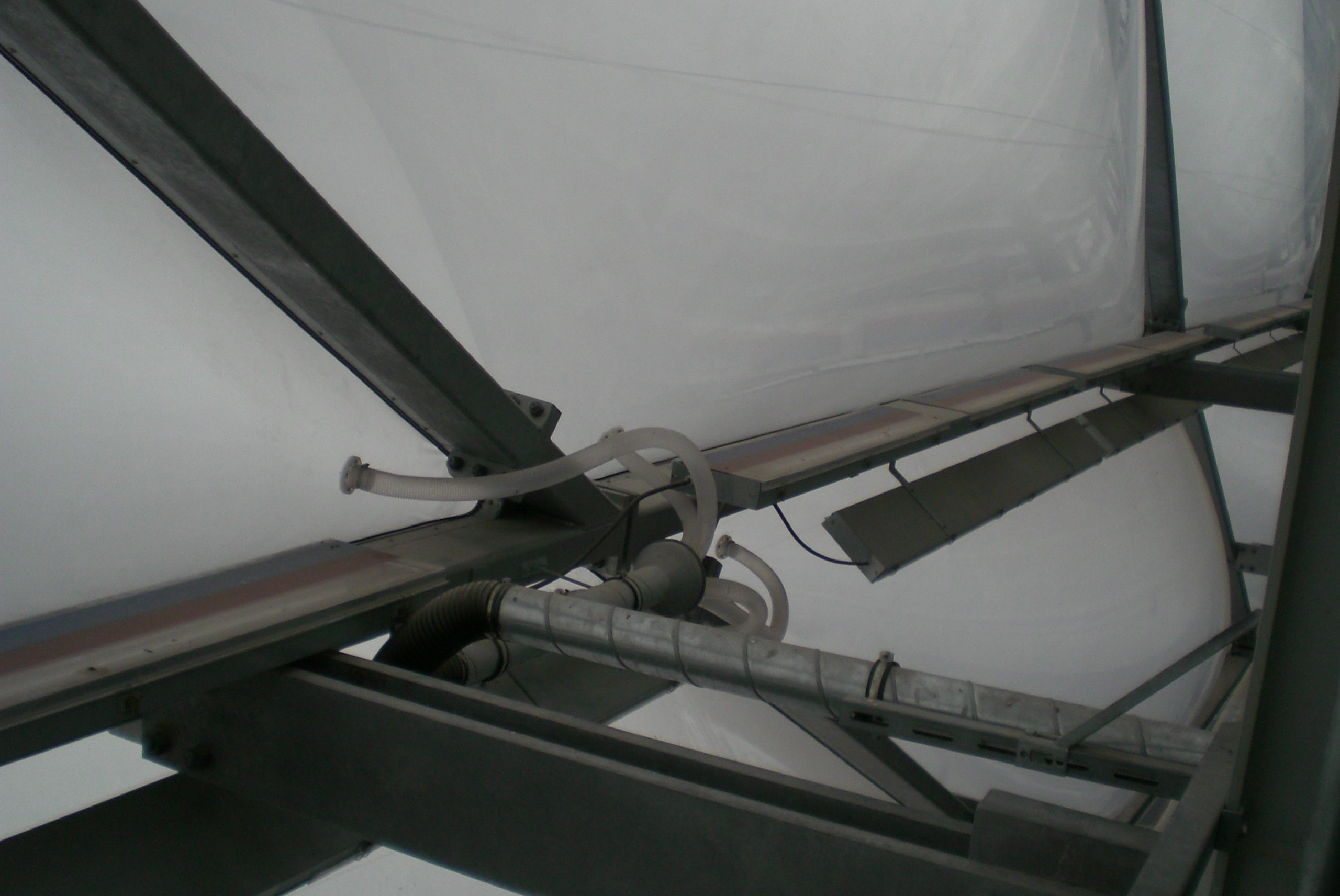
Über die Schläuche wird in den Luftkissen der Allianz Arena ein Überdruck erzeugt. Die an den Kissen befindlichen Leuchtstoffröhren (vor der Umrüstung auf LED) sorgten für die Anstrahlung in Rot, Blau oder Weiß.

Die für die Arena charakteristische Fassade besteht aus 2.784 jeweils 0,2 mm dicken Folienkissen aus Ethylen-Tetrafluorethylen, von denen die 1.056 Kissen im Bereich der Außenfassade beleuchtet, die 1.728 im Bereich des Daches nicht beleuchtet werden. Sie ergeben eine Gesamtfläche von 66.500 m². Die 45° gegen den Uhrzeigersinn angebrachten rautenförmigen Kissen konnten bis August 2015 autonom wahlweise und ausschließlich in Rot, Blau oder Weiß und in mehreren Helligkeitsstufen beleuchtet werden. Hierzu war an jeder Seite ein flacher 3,5 m langer Metallkasten angebracht, der Leuchtstoffröhren beinhaltete, die ihr Licht durch parallel nebeneinander liegende Glasscheiben in Weiß, Rot und Blau strahlten. Die Fassade beginnt in einer Höhe von 3,5 m über dem Zugang Esplanade auf Ebene 2.
Bei Heimspielen des FC Bayern München erstrahlt die Arena in Rot und bei Länderspielen in Weiß. Bei Heimspielen des TSV 1860 war die Beleuchtung blau. Am 17. März 2013 wurde die Allianz Arena erstmals anlässlich des Saint Patrick’s Day grün beleuchtet. Dies geschah mit grünen Scheinwerfern. Aus Anlass des Beitritts Kroatiens zur EU zum 1. Juli 2013 erstrahlte die Arena am 30. Juni von 22:00 Uhr bis zum 1. Juli um 2:00 Uhr in einem rot-weißen Schachbrettmuster nach dem kroatischen Wappen. Bei Beleuchtungskosten von ca. 50 Euro pro Stunde wird eine so große Leuchtkraft erzeugt, dass die Allianz Arena in klaren Nächten auch noch von österreichischen Berggipfeln, d. h. aus einer Entfernung von über 75 Kilometern, deutlich sichtbar ist.
Am 22. Mai 2014 gab der FC Bayern auf seiner Website bekannt, dass die Luftkissenfassade der Allianz Arena demnächst vom Elektronikkonzern Philips mit 8.000 Leuchten mit insgesamt 380.000 LEDs umgerüstet wird. Jeder einzelne Lichtpunkt auf der rund 29.000 Quadratmeter beleuchteten Außenhülle wird sich gezielt und in Echtzeit ansteuern lassen, wodurch dann z. B. Farbverläufe dargestellt werden können. Die drei verfügbaren Farben steigern sich auf ein Farbspektrum von 16 Millionen Farben. Durch diese Umrüstung wird sich außerdem die Umweltbilanz der Arena verbessern, so sollen bis zu 60 % an Energiekosten eingespart werden. Am 12. August 2015 wurde die neue Lichtanlage, deren Einrichtung im Oktober 2014 begann, zum Saisonstart 2015/16 eingeweiht. Auf einer Fläche von 26.000 Quadratmeter wurden mehr als 300.000 LEDs verteilt. Damit besitzt die Arena eine der größten LED-Fassaden der Welt neben dem Burj Khalifa in Dubai sowie dem T-Center in Wien.
Im Rahmen des Länderspiels Deutschland gegen Italien am 29. März 2016 erstrahlte die Arena erstmals in den deutschen Nationalfarben Schwarz, Rot und Gold. Am 4. Juli 2016, dem Nationalfeiertag der USA, leuchtete die Außenfassade in den Farben der US-Flagge. Drei Wochen später unternahm der FC Bayern eine USA-Reise. Anlässlich des Christopher Street Day 2016 wurde das Stadion in der Nacht vom 9. auf den 10. Juli 2016 erstmals mit den Farben der Regenbogenfahne beleuchtet. Aus Anlass des Todes von Franz Beckenbauer wurde die Arena vom 9. bis zum 12. Januar 2024 in Rot mit dem Schriftzug „Danke Franz“ beleuchtet.
Unter dem Dach ist eine textile Unterdecke angebracht, die anfangs nur während des Spielbetriebs zum Schutz vor Sonnenlicht sowie zur Verbesserung der Akustik geschlossen wurde. An spielfreien Tagen wurde diese Decke teilweise geöffnet, um das Spielfeld durch die dort befindlichen lichtdurchlässigen Kissen besser belichten zu können. Mittlerweile bleibt die Unterdecke dauerhaft geschlossen, da der Rasen künstlich beleuchtet wird.
Darunter befindet sich ein LED-Lichtband. Wenn der FC Bayern München spielt, leuchtet dieses dauerhaft in rot. Nach einem Torerfolg pulsiert dieses in rot und weiß.
Aufgrund ihrer Form wird die Allianz Arena oft auch allgemein Schlauchboot, Autoreifen oder Luftkissen genannt.

### Rasen
Am 2. Juni 2013 musste erstmals in der Geschichte des Stadions ein Spiel wegen Unbespielbarkeit des Platzes abgesagt werden.
Die knapp 8.000 m² große Rasenfläche bestand bis zur Sommerpause 2014 aus 2,2 m × 15 m großen Rasenstücken, die je 1,2 Tonnen schwer waren. Seit der Eröffnung musste der Rollrasen mehr als zehnmal neu verlegt werden. Diese Prozedur dauerte bis zu zweieinhalb Tage und kostete jedes Mal ca. 100.000 €. Zwischendurch war es nötig, kleinere Flächen aufgrund starker Belastung auszutauschen.
Vor der Saison 2014/2015 wurde ein Hybridrasen verlegt, der aus Naturrasen mit eingeflochtenen Kunstrasenfasern besteht. Dieser wies im September 2016 einen Pilzbefall auf, der den Rasen löchrig machte und damit die Bespielbarkeit einschränkte. Es bildeten sich großflächig braune Stellen im Rasen. Am 23. September entschied der FC Bayern München als Eigentümer, dass der Rasen komplett abgetragen und ein neues Gras ausgerollt werden soll. Ebenfalls entschied man sich dafür, wieder zum alten Naturgras zurückzukehren; einen neuen Hybridrasen sollte es in der Allianz Arena nicht mehr geben. Während der langen „Winterpause“ im Zuge der Fußball-WM 2022 in Katar wurde im November 2022 das Spielfeld inklusive der Rasenheizung um fünf Meter verlängert, um zwei Spiele der amerikanischen National Football League in der Allianz Arena austragen zu können. Auch künftig soll es derartige Gastspiele der NFL geben. Nach Saisonabschluss 2022/23 wurde in Abkehr zur vorherigen Haltung erneut ein Hybridrasen „neuerer Bauart“ verlegt.
Der Boden ist aus mehreren Schichten aufgebaut: Unter dem 2,3 cm dicken Rasen befindet sich eine Dicksode, dann die obere Rasenschicht, die untere Rasenschicht mit Wasserspeicherfähigkeit, eine Drainageschicht aus Sand und schließlich Frostschutzkies.

### Gastronomie, Shops und Anlagenmanagement
Sämtliche Gastronomiebereiche der Allianz Arena (Business-Club, Sponsoren-Lounges, V.I.P.-Logen, Kioske, Fan-Treffs, à-la-Carte-Restaurants sowie Presse-Club) werden von Arena One betrieben, einer ausschließlich für die Allianz Arena gegründeten Tochtergesellschaft von E.ON Facility Management, die wiederum ihrerseits vollständig dem Energiekonzern E.ON AG gehörte. Im Jahr 2014 erfolgte die Übernahme von Arena One durch das österreichische Catering-Unternehmen DO & CO. Es betreibt neben dem Gastronomiebereich auch das Besuchermanagement, das Eventmanagement und das Anlagenmanagement. 
An sämtlichen sich auf einer Fläche von rund 6.500 m² erstreckenden Gastronomieständen kann ausschließlich bargeldlos bezahlt werden. Bis zur Saison 2020/21 konnte ausschließlich mit einer vorher aufgeladenen ArenaCard bezahlt werden. Im Dezember 2018 wurde die Bezahlung mit Apple Pay eingeführt. Indes können E-Tickets auch in Wallet gespeichert werden. In allen Fanshops und im Arena Bistro kann zusätzlich mit Bargeld gezahlt werden.
Seit der Saison 2018/19 werden Getränke in der Arena nur noch in Mehrwegbechern ausgeschenkt. Ziel der Umstellung ist, Abfall zu vermeiden und noch effizienter mit Energie-Ressourcen umzugehen. Der FC Bayern arbeitet dabei mit dem Bayerischen Umweltministerium zusammen. Im Paulaner Fantreff Nord, Paulaner Fantreff Süd und im Café Gisela werden zudem Getränke in Gläsern ausgeschenkt.
Des Weiteren gibt es zwei Kindertagesstätten, eine sogenannte Spielwelt für Kinder und den Megastore des FC Bayern München mit 800 m² Verkaufsfläche. Dieser befindet sich im Inneren des Stadions, wo ursprünglich auch ein Fanshop von 1860 München und Geschäfte bzw. Ausstellungsbereiche von Medion, Telekom und Audi zu finden waren.

### FC Bayern Museum
Im Stadion entstand zudem ab Juli 2011 die FCB-Erlebniswelt, welche im Mai 2012 eröffnet wurde. Mit der Konzeption und Gestaltung wurde der Stuttgarter Ausstellungsbüro Ranger Design beauftragt. Die FCB-Erlebniswelt wurde am 27. Februar 2020 in FC Bayern Museum umbenannt, mit dem die Geschichte des FC Bayern München dargestellt wird. Das FC Bayern Museum wurde mit dem German Design Award 2020 in der Kategorie „Fair and Exhibition“ ausgezeichnet. Im Mai 2022 feierte das FC Bayern Museum sein zehnjähriges Jubiläum. Es werden zu besonderen Anlässen Sonderausstellungen gezeigt. In der Saison 2023/24 begrüßte man mehr als 500.000 Besucher.

### Kartenverkauf vor Ort
Die insgesamt 54 Kartenschalter verteilen sich auf fünf Eingangsbereiche, vier im Süden sowie einer im Norden, die aus 48 bzw. 6 Kartenschaltern bestehen und im Süden durch Ballone gekennzeichnet sind und „Kassen-Canyons“ genannt werden.

### Mobilfunk
Das komplette Stadion wird von einer eigenen Mobilfunk-Sendeanlage versorgt, die aus einem BTS-Hotel (in diesem befinden sich alle notwendigen Basisstationen der Netzbetreiber) und einem optischen Verteilsystem aus Relaisstationen und Glasfasern besteht. Die Anlage ermöglicht den Besuchern auf GSM 900/1800 und UMTS das Telefonieren sowie einen mobilen Internetzugang. Außerdem verfügt das Stadion über eine LTE-1800- und 2600-MHz-Versorgung.
Seit Mai 2020 verfügt die Arena über den Mobilfunkstandard 5G. Im und um das Stadion herum wurden dafür elf Antennen installiert.

### Innenbeleuchtung und Videowände
Die Flutlichtanlage des Stadions bestand bis Sommer 2017 aus Halogen-Metalldampflampen, dann wurden sie durch LED-Fluter ersetzt.
Ebenfalls im Sommer 2017 erneuert wurden die Videowände: Bis 2017 war im Norden und Süden je eine ca. 100 m² große Videowand angebracht. Sie wurden durch je 200 m² große Videotafeln ersetzt, die damals größten Bildschirme Europas. Um den Blick auf die Bildschirme auch von allen Plätzen aus dem Oberrang gewährleisten zu können, wurden zusätzlich kleinere Videowände auf der Rückseite der großen montiert.

### Energiesparmaßnahmen
Im Rahmen der Energiekrise infolge des russischen Überfalls auf die Ukraine 2022 hat der FC Bayern einige Sofortmaßnahmen für das Stadion beschlossen. Die Fassade soll nach Einbruch der Dunkelheit nur noch drei statt sechs Stunden beleuchtet werden. Auch wird die Lüftung und Klimatisierung im Stadion reduziert. Die Logen werden nur noch an den Tagen der vorher angemeldeten Nutzung durch die Firmen klimatisiert. Des Weiteren gibt es in allen öffentlichen sanitären Einrichtungen nur noch kaltes Wasser. Die bisher mit Erdgas betriebene Rasenheizung soll auf eine elektrische Wärmepumpenheizung umgestellt werden. Der dafür nötige Strom soll durch Solaranlagen um das Stadion erzeugt werden. In Zukunft könnten weitere Maßnahmen folgen.

## Eigentumsverhältnisse

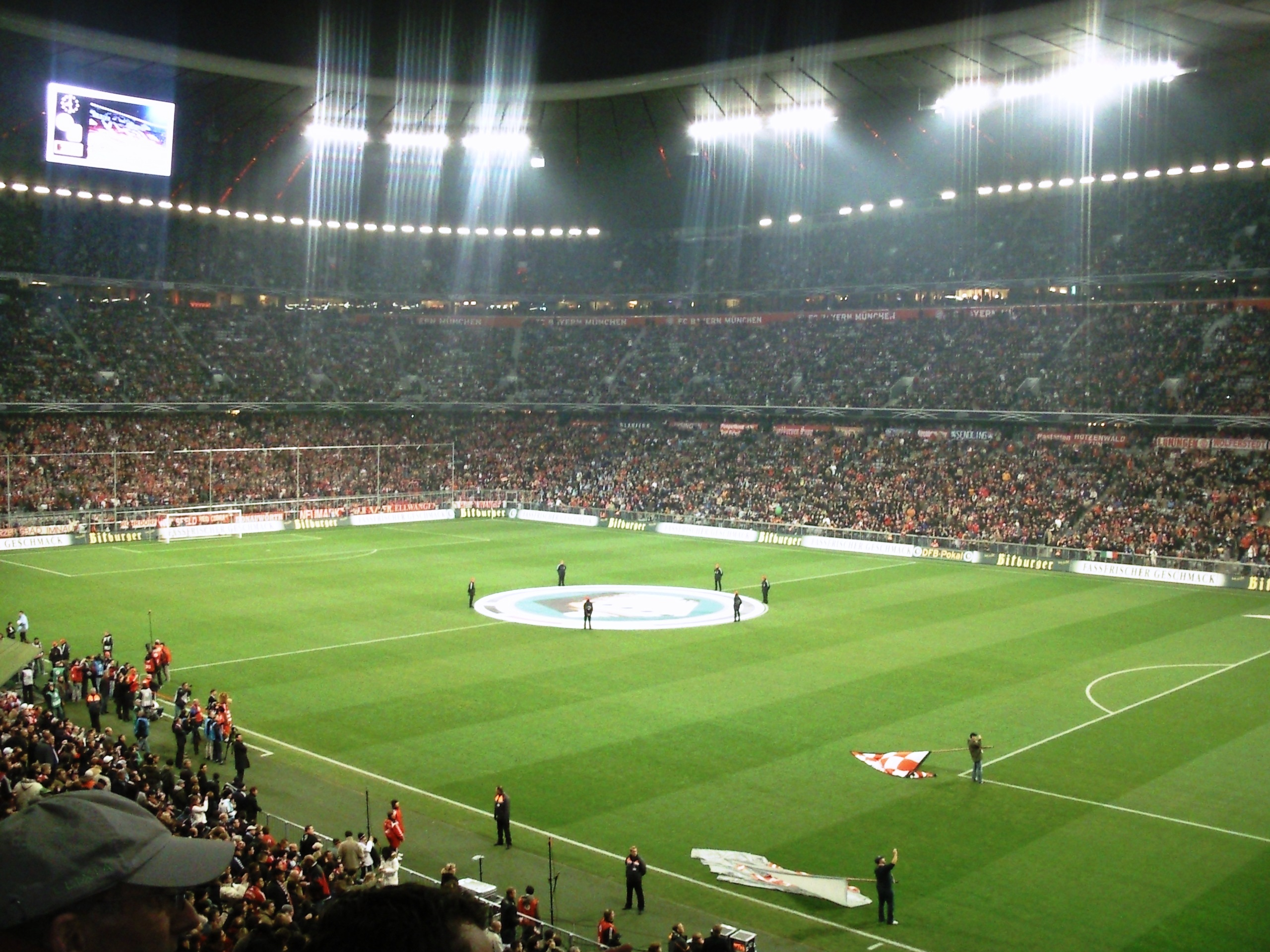
Innenraum, DFB-Pokal-Viertelfinale 2008: FC Bayern – 1860 München

Der Bauherr und Eigentümer der Arena ist die 2001 gegründete Allianz Arena München Stadion GmbH, eine heute 100-prozentige Tochter der FC Bayern München AG. Die Alpine Holding erbaute das Stadion. Geschäftsführer war seit der „Stadionaffäre“ im Jahr 2004 bis 2010 Peter Kerspe (bis zum 15. Juni 2005 zusammen mit Bernd Rauch). Im Anschluss übernahm Jürgen Muth dieses Amt. 
Ursprünglich waren die FC Bayern München AG und die TSV München von 1860 GmbH & Co. KGaA an der Stadiongesellschaft zu jeweils 50 Prozent beteiligt. Die Mieteinnahmen, die von den beiden Vereinen an die GmbH bezahlt wurden, waren für die Tilgung der Verbindlichkeiten aus dem Stadionbau vorgesehen. 
Aufgrund der finanziellen Probleme des Gesellschafters TSV München von 1860 GmbH & Co. KGaA musste dieser am 27. April 2006 seine Anteile für elf Millionen Euro an die FC Bayern München AG verkaufen, die seitdem alleiniger Eigner der Stadiongesellschaft und somit der Allianz Arena ist. Für die TSV München von 1860 GmbH & Co. KGaA bestand eine Option, die einen Rückkauf der Anteile bis zum Jahr 2010 vorsah. Im November 2007 verzichtete die TSV München von 1860 GmbH & Co. KGaA aber auf das Optionsrecht. Im Gegenzug wurde Medienberichten zufolge vereinbart, dass die Erlöse aus zwei Freundschaftsspielen der Vereine hälftig geteilt werden und die Einnahmen daraus entgegen der ursprünglichen vertraglichen Regelung nicht an die Allianz Arena München Stadion GmbH fließen.
Am 11. Februar 2014 gab der FC Bayern bekannt, dass das durch den Verkauf von 8,33 % Anteilen am FC Bayern an die Allianz SE eingenommene Geld für die Tilgung der Allianz-Arena-Verbindlichkeiten verwendet wird. Das ursprüngliche Finanzierungsvorhaben ging von einer 14 Jahre längeren Laufzeit bis 2028 aus. Mit dem Anteilserwerb des Versicherungsunternehmens wurde vereinbart, dass die Spielstätte des FC Bayern bis zum Jahr 2041 den Namen Allianz Arena tragen wird. Gemäß den UEFA-Statuten darf der Stadion-Sponsor bei internationalen Spielen (Länderspiele, Champions/Europa League etc.) nicht genannt werden. In diesen Fällen wird alternativ der Name „FIFA WM-Arena München“, „Fußball Arena München“ oder auch nur „Arena München“ verwendet. 
Die Baukosten des Stadions betrugen rund 286 Millionen Euro (Gesamtkosten inkl. Finanzierungskosten: 340 Millionen Euro). Die Finanzierung erfolgte als Projektfinanzierung über die Eurohypo AG, die Dresdner Bank AG, einen geschlossenen Fonds der KGAL-Gruppe aus Grünwald bei München sowie der FC Bayern München AG. Darüber hinaus hat die öffentliche Hand rund 210 Millionen Euro für Arealerschließung und Infrastruktur gezahlt. Außerdem erfolgte für den Bau eine Umwidmung des Grundstücks vom Gewerbegebiet zur Sondernutzungsfläche, wodurch der Wert von 84 Millionen Euro auf 14 Millionen Euro gesunken ist. Durch den niedrigeren Grundstückswert sank auch der Erbbauzins. Der Landtagsabgeordnete Martin Runge sah darin eine wettbewerbswidrige Beihilfe und legte Beschwerde bei der EU-Wettbewerbskommission ein.

## Geschichte

### Vorgeschichte und Bau (2001–2005)

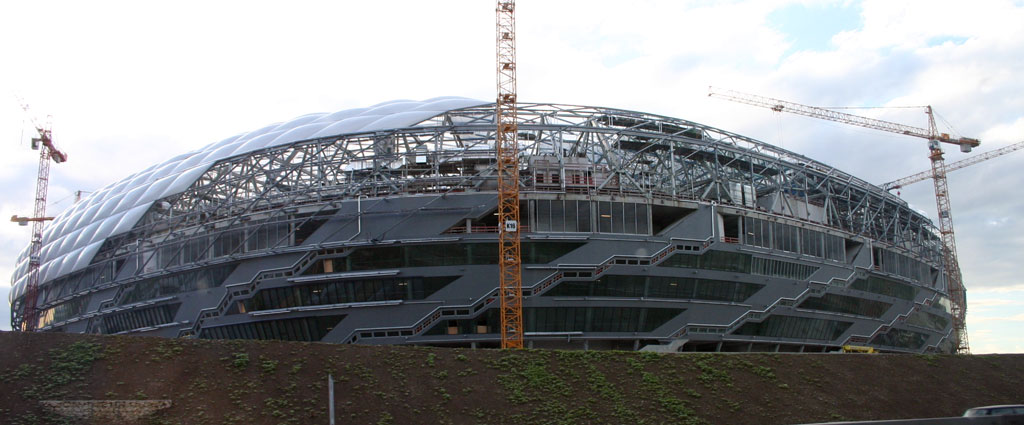
Allianz Arena im Bau (August 2004)

Am 21. Oktober 2001 fand zum Bau des Stadions ein Bürgerentscheid statt, der die Frage klären sollte, ob ein neues Stadion an heutiger Stelle gebaut werden soll und ob die Stadt die notwendige Infrastruktur bereitstellen soll. Ein Umbau des Olympiastadions war zuvor von dessen Architekten Günter Behnisch abgelehnt worden. Die Abstimmung ging mit 65,8 Ja- zu 34,2 Prozent Nein-Stimmen zu Gunsten eines Neubaus aus, womit auch das Quorum von mindestens zehn Prozent an Ja-Stimmen erreicht wurde. Die Wahlbeteiligung von 37,5 % war ein Wert, der noch nie bei einem Bürgerentscheid in Bayern erreicht wurde. Daraufhin gab es einen Architektenwettbewerb, in dem aus ursprünglich acht Modellen zwei Entwürfe zur Abstimmung standen.

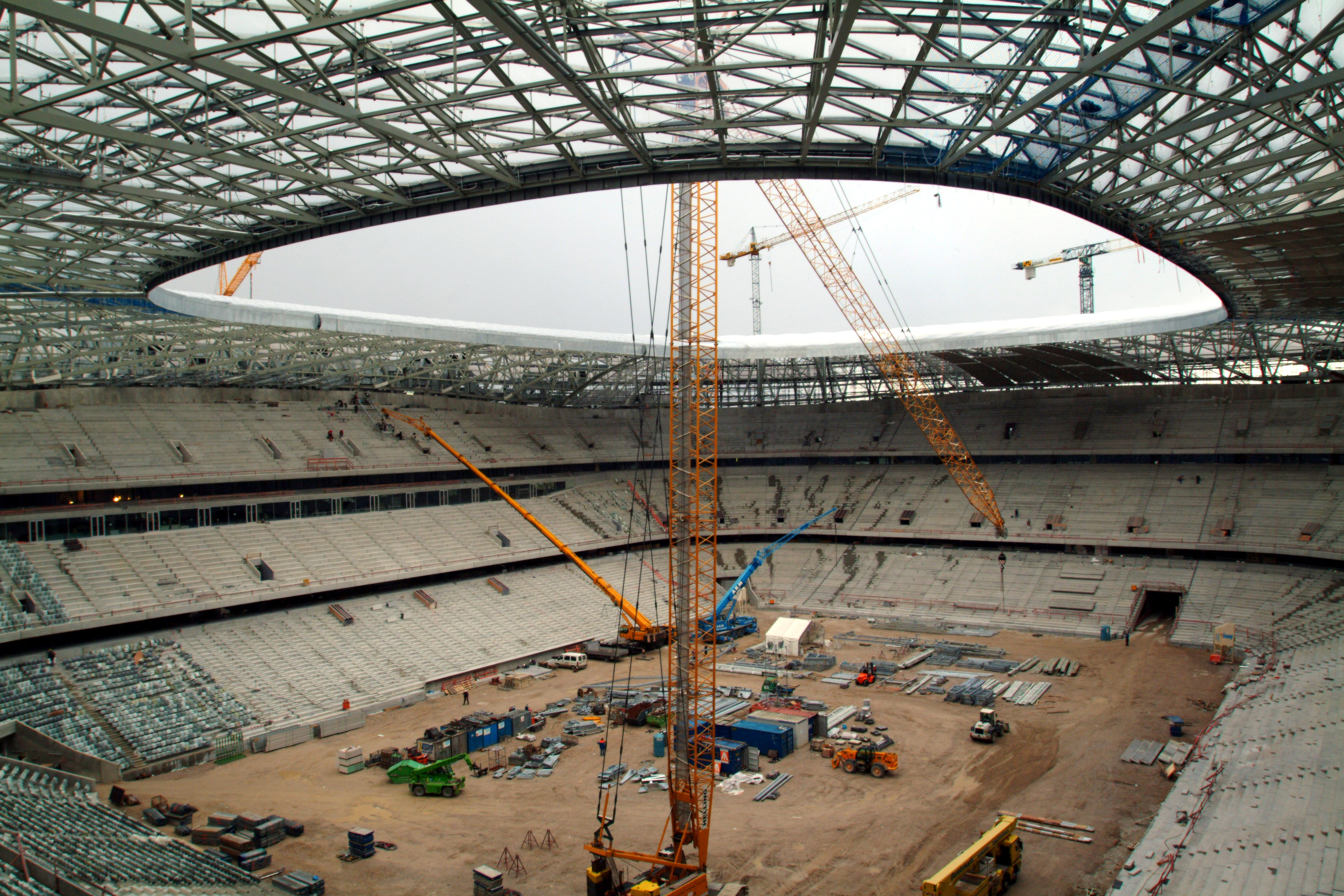
Baustelle der Allianz Arena im November 2004

Die Schweizer Architekten Herzog & de Meuron erhielten den Zuschlag und entwickelten daraufhin das Konzept, das mit dem St. Jakob-Park in Basel vergleichbar ist – eines Stadions mit einer durchsichtigen Umhüllung aus ETFE-Folienkissen, die von innen beleuchtet werden können und selbstreinigend sind. Mit dem Bau des Stadions wurde im Herbst 2002 begonnen, Grundsteinlegung war am 21. Oktober 2002. Ende April 2005 waren die Bauarbeiten beendet und am 30. April 2005 erfolgte die Übergabe durch die Alpine Bau GmbH. Weil er Insiderinformationen an die Baufirma Alpine weitergegeben und dafür im Gegenzug 2,8 Millionen Euro erhalten hatte, wurde Karl-Heinz Wildmoser junior zu einer mehrjährigen Haftstrafe verurteilt. Er war Vertreter des TSV 1860 in der Geschäftsführung der Allianz Arena München Stadion GmbH.
Die U-Bahnhöfe Fröttmaning und Marienplatz der Linie U6 wurden im Zuge des Stadionausbaus erweitert. Der Bahnhof Fröttmaning wurde nach Norden versetzt und von zwei auf vier Gleise erweitert, außerdem wurden eine zusätzliche Fußgängerbrücke am Nordende des Bahnhofs gebaut und die Abstellanlage erweitert, um gleich nach Spielende möglichst schnell Züge für den Abtransport der Besucher zur Verfügung stellen zu können. Der Bahnhof Marienplatz wurde mit zusätzlichen Fußgängertunneln entlang der bestehenden Bahnsteigtunnel versehen, um das Umsteigen zur S-Bahn zu erleichtern. Nach dem positiven Ausgang einer Machbarkeitsstudie wurde zudem eine Verlängerung der U6 bis zum Neufahrner S-Bahnhof untersucht, jedoch nach einer Voruntersuchung wieder verworfen. Die A 9 wurde zum Teil auf sechs beziehungsweise acht Fahrstreifen ausgebaut und die A 99 erhielt einen Halbanschluss nördlich der Arena.

### Eröffnung und erste Spiele (2005)

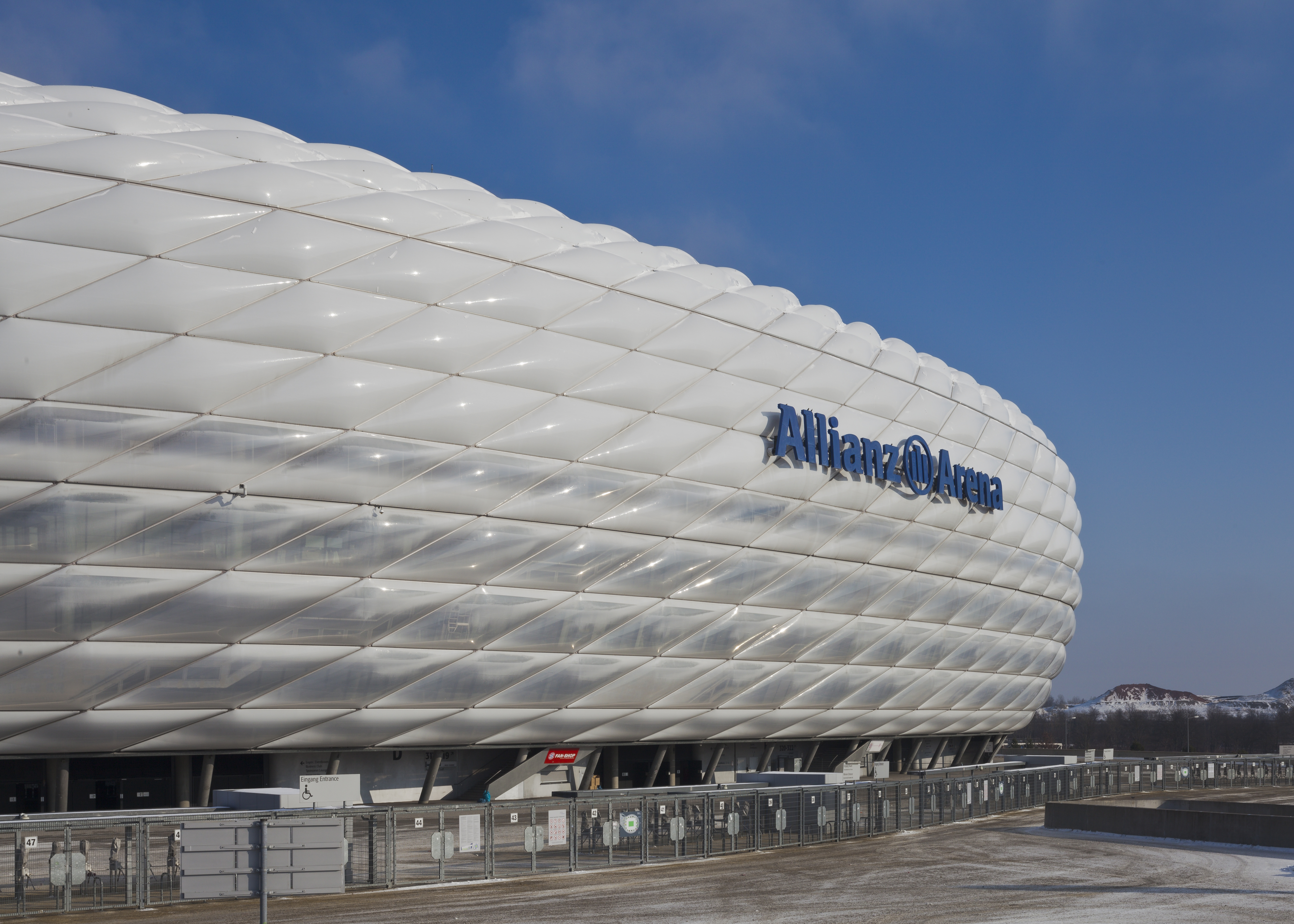
Fassade (Februar 2011)

Vor dem offiziellen Eröffnungsspiel kam es am 19. Mai 2005 vor gut 30.000 Zuschauern zum Testspiel der Traditionsmannschaften der beiden Münchner Vereine, welches die Sechziger mit 3:2 gewannen und das als Testlauf für die Abläufe im Stadionbetrieb diente. Bernd Rauch konstatierte, „dass trotz des rundherum gelungenen Testlaufs noch allerhand Arbeit auf alle Beteiligten zukommt.“
Die Arena wurde dann am 30. Mai mit einem Freundschaftsspiel zwischen dem TSV 1860 München und dem 1. FC Nürnberg offiziell eröffnet. Das erste Tor erzielte Patrick Milchraum für den TSV 1860; das Spiel endete 3:2. Am darauffolgenden Tag spielte der FC Bayern München gegen die deutsche Nationalmannschaft ein inoffizielles Freundschaftsspiel, das die Bayern mit 4:2 gewannen. Vor dem Spiel sang Sarah Connor die Nationalhymne. Beide Spiele waren mit 66.000 Zuschauern ausverkauft und wurden als Eröffnungsspiel I bzw. Eröffnungsspiel II betitelt.
Das erste Pflichtspiel in der Allianz Arena fand am 26. Juli 2005 im Rahmen des DFL-Ligapokals 2005 statt. Hierbei unterlag der FC Bayern München dem VfB Stuttgart mit 1:2.
Das erste Bundesligaspiel in der Arena war das 3:0 des FC Bayern am 5. August 2005 gegen Borussia Mönchengladbach am 1. Spieltag, und das erste Zweitligaspiel war das des TSV 1860 gegen Hansa Rostock am 12. August, welches der TSV mit 4:1 gewann. Der erste Auswärtssieg bei einem Punktspiel in der Allianz Arena gelang Dynamo Dresden am 9. September 2005 beim 2:1 über 1860 München.
Das erste internationale Spiel war das Champions-League-Spiel am 27. September 2005 zwischen dem FC Bayern und dem belgischen Vertreter FC Brügge, welches die Bayern 1:0 gewannen.
Nach der ersten Saison 2005/06 konnten die Betreiber auf 49 Spiele in der Arena zurückblicken, die von insgesamt 2.633.080 Zuschauern besucht wurden, wobei die Bayern auf einen Schnitt von 67.588 und die Löwen auf einen von 41.932 Zuschauern kamen.

### Fußball-Weltmeisterschaft 2006

Zuschlagsbriefmarke mit dem FIFA WM Stadion München und Hinweis auf das Eröffnungsspiel anlässlich der Fußball-Weltmeisterschaft 2006 von der Deutschen Post

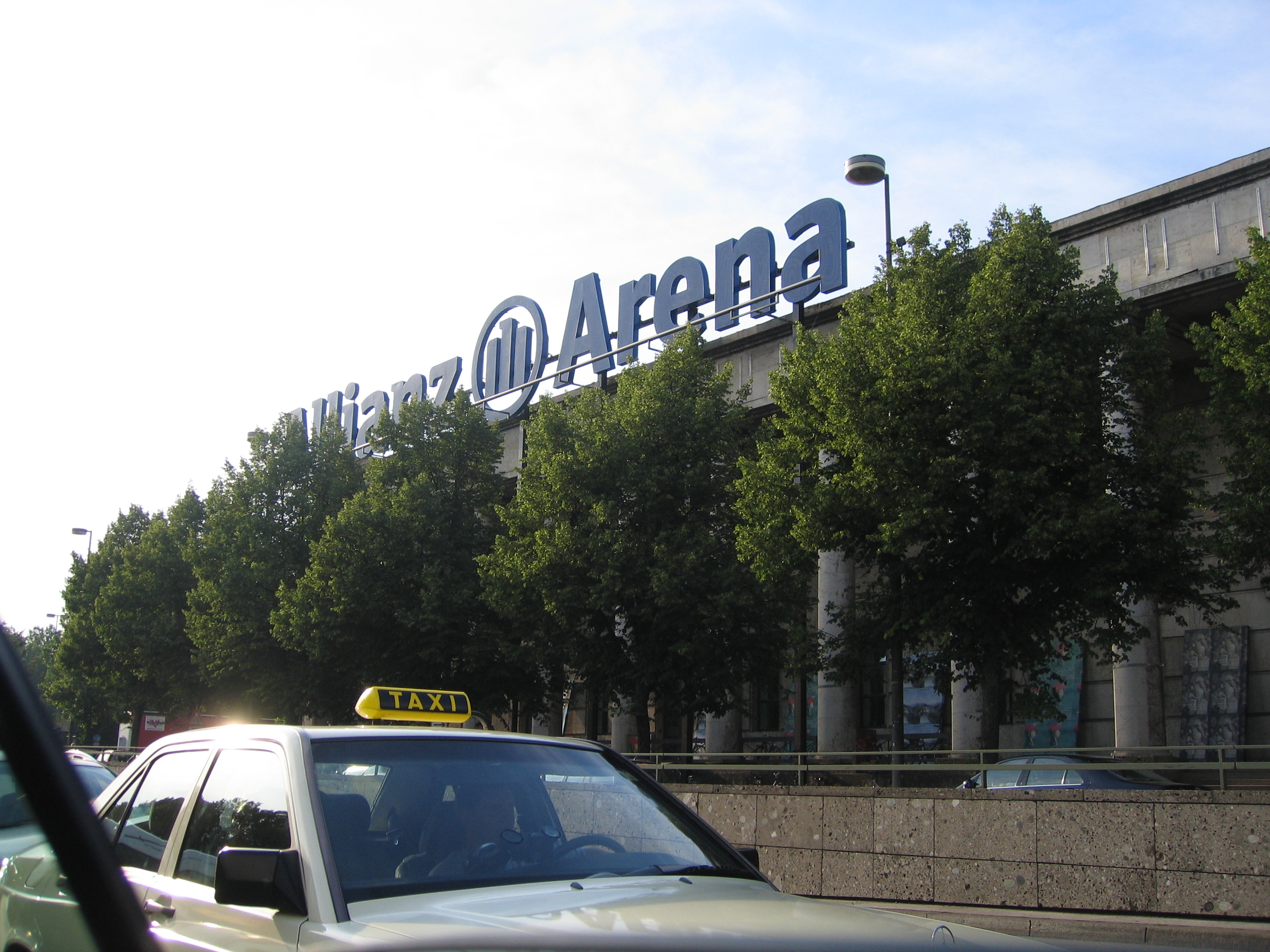
Der Schriftzug „Allianz Arena“ während der WM 2006 auf dem Haus der Kunst in München

Das Stadion war Spielort bei der Fußball-Weltmeisterschaft 2006 und mit 66.000 Sitzplätzen, nach dem Berliner Olympiastadion (72.000) und vor dem Westfalenstadion (65.000), das zweitgrößte Stadion des Turniers und bei jeder Partie ausverkauft. Hier wurden sechs Spiele – vier Gruppen-, ein Achtelfinal- und ein Halbfinalspiel – ausgetragen, womit man neben Berlin, Dortmund und Stuttgart die meisten austrug. Das erste Pflichtspiel der deutschen Fußballnationalmannschaft war das Eröffnungsspiel der Fußball-Weltmeisterschaft 2006 gegen Costa Rica, welches die deutsche Mannschaft mit 4:2 gewann. Weil die Allianz kein Werbepartner der FIFA war, wurde das Stadion in FIFA WM-Stadion München umbenannt und der Allianz Arena-Schriftzug vom Stadion demontiert, der während der WM das Haus der Kunst in München zierte. Die Kosten für Demontage und Transport beliefen sich auf ca. 150.000 €.
Während der Fußballweltmeisterschaft 2006 fanden im Stadion folgende Spiele statt:
|                                                          |   |                        |           |
| Fr, 9. Juni 2006 um 18:00 Uhr Gruppe A (Eröffnungsspiel) |   |                        |           |
| Deutschland                                              | – | Costa Rica             | 4:2 (2:1) |
| Mi 14. Juni 2006 um 18:00 Uhr Gruppe H                   |   |                        |           |
| Tunesien                                                 | – | Saudi-Arabien          | 2:2 (1:0) |
| So, 18. Juni 2006 um 18:00 Uhr Gruppe F                  |   |                        |           |
| Brasilien                                                | – | Australien             | 2:0 (0:0) |
| Mi, 21. Juni 2006 um 21:00 Uhr Gruppe C                  |   |                        |           |
| Elfenbeinküste                                           | – | Serbien und Montenegro | 3:2 (1:2) |
| Sa, 24. Juni 2006 um 17:00 Uhr Achtelfinale              |   |                        |           |
| Deutschland                                              | – | Schweden               | 2:0 (2:0) |
| Mi, 5. Juli 2006 um 21:00 Uhr Halbfinale                 |   |                        |           |
| Portugal                                                 | – | Frankreich             | 0:1 (0:1) |

### Champions-League-Finale 2012

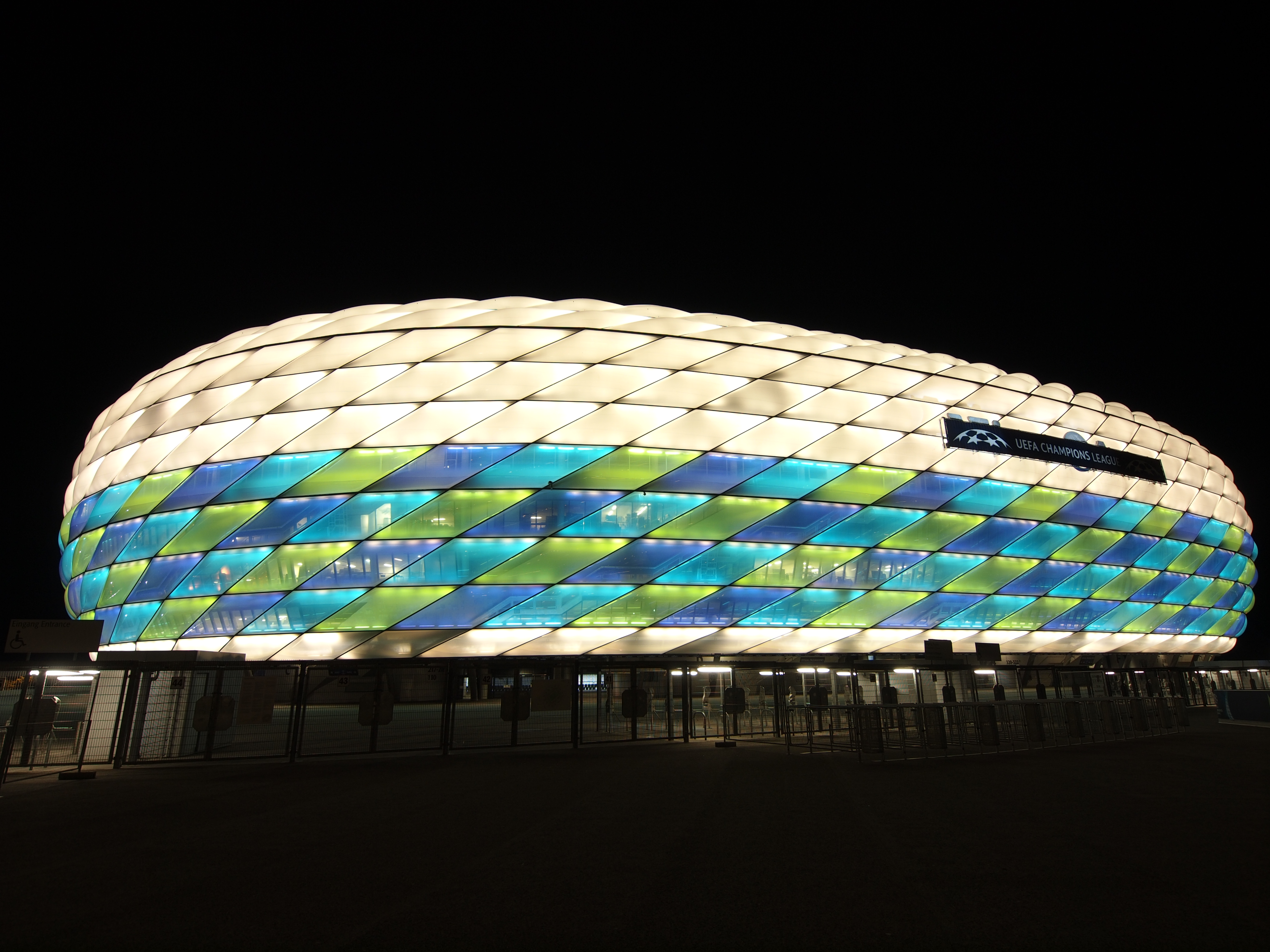
Beleuchtung zum Champions-League-Finale 2012

Das Champions-League-Finale am 19. Mai 2012 zwischen dem FC Bayern München und dem FC Chelsea fand in der Allianz Arena statt. Den Zuschlag für die Austragung dieses Endspiels bekam man am 29. Januar 2009. Die Außenhaut der Arena leuchtete in den Farben des erstmals für ein Champions-League-Finale entworfenen Logos in hellblau, dunkelblau und grün kariert, wofür Kunststofffolien über die bestehenden Rauten geklebt wurden. Weiter wurde der Allianz Arena-Schriftzug durch ein Uefa Champions League-Banner überdeckt. Da die Umbaumaßnahmen der UEFA, die neben den bereits genannten vor allem den Ausbau des Pressebereichs betrafen, die Kapazität einschränkten, konnten nicht 66.000, wie sonst bei internationalen Begegnungen üblich, sondern nur 62.500 Zuschauer dem Finale beiwohnen.
Der FC Bayern München war die erste Mannschaft, die das Finale der Champions League (seit 1993) im eigenen Stadion erreichte, und die vierte in der Geschichte des gesamten Wettbewerbs (seit 1955). Zum vierten Mal war München Ausrichter des Finales der Königsklasse, wenngleich die drei vorigen Endspiele im Olympiastadion ausgetragen wurden. Die Bayern verloren das Finale gegen den FC Chelsea mit 3:4 im Elfmeterschießen, nach der Verlängerung hatte es 1:1 gestanden.

### Auszug des TSV 1860 (2017)
Nach dem Absturz des TSV 1860 München aus der 2. Bundesliga direkt in die viertklassige Regionalliga Bayern wurde der Mietvertrag im Juli 2017 aufgelöst, eine spätere Rückkehr wurde ausgeschlossen. Die Sechzger trugen ihre Heimspiele fortan wieder im Grünwalder Stadion aus, der FC Bayern konnte das Stadion nun als alleiniger Nutzer nach seinen Wünschen gestalten. Zur Saison 2018/19 wurde der bislang weitgehend grau gehaltene Innenraum in den Farben des FC Bayern umgestaltet. Insbesondere wurde etwa ein Drittel der über 75.000 Sitzschalen ausgetauscht und so auf den Rängen die Schriftzüge „Mia san mia“ (Westtribüne) sowie „FC BAYERN MÜNCHEN“ (Osttribüne) und das Logo des Vereins (Nordtribüne) dargestellt. Der Mittelrang erhielt eine rote Farbgebung.
Gegen Ende Mai 2018 starteten planmäßig die Umbauarbeiten im Stadion. Zunächst wurden die alten Sitze ausgebaut, einzeln verpackt und an diejenigen verschickt, die das Angebot des FC Bayern angenommen hatten, einen Sitz für 20 Euro zu kaufen. Daneben begann man mit der farblichen Umgestaltung. Alle Setzstufen und Seitenwände in den Blöcken wurden zunächst grundiert und danach im Bayern-Rot gestrichen.
Zudem wurden von Fans im Bereich der Kioske einige Flächen bemalt, die an große Momente in der Clubgeschichte erinnern sollen, beispielsweise den Champions-League-Sieg 2013.
Insgesamt dauerte die Umgestaltung elf Wochen. Seit der Saison 2018/19 werden Getränke im Stadion in Mehrwegbechern ausgegeben. Das Pfand beträgt pro Becher zwei Euro und soll zur Müllvermeidung und Ressourcenschonung beitragen. Es kann auch für karitative Zwecke gespendet werden. Des Weiteren gilt ein Rauchverbot im Stadion. Nur an den ausgewiesenen Räumlichkeiten und auf den vorgesehenen Flächen der Ebenen 4 und 5, auf der Esplanade und den Promenaden darf noch geraucht werden.

### Fußball-Europameisterschaft 2021

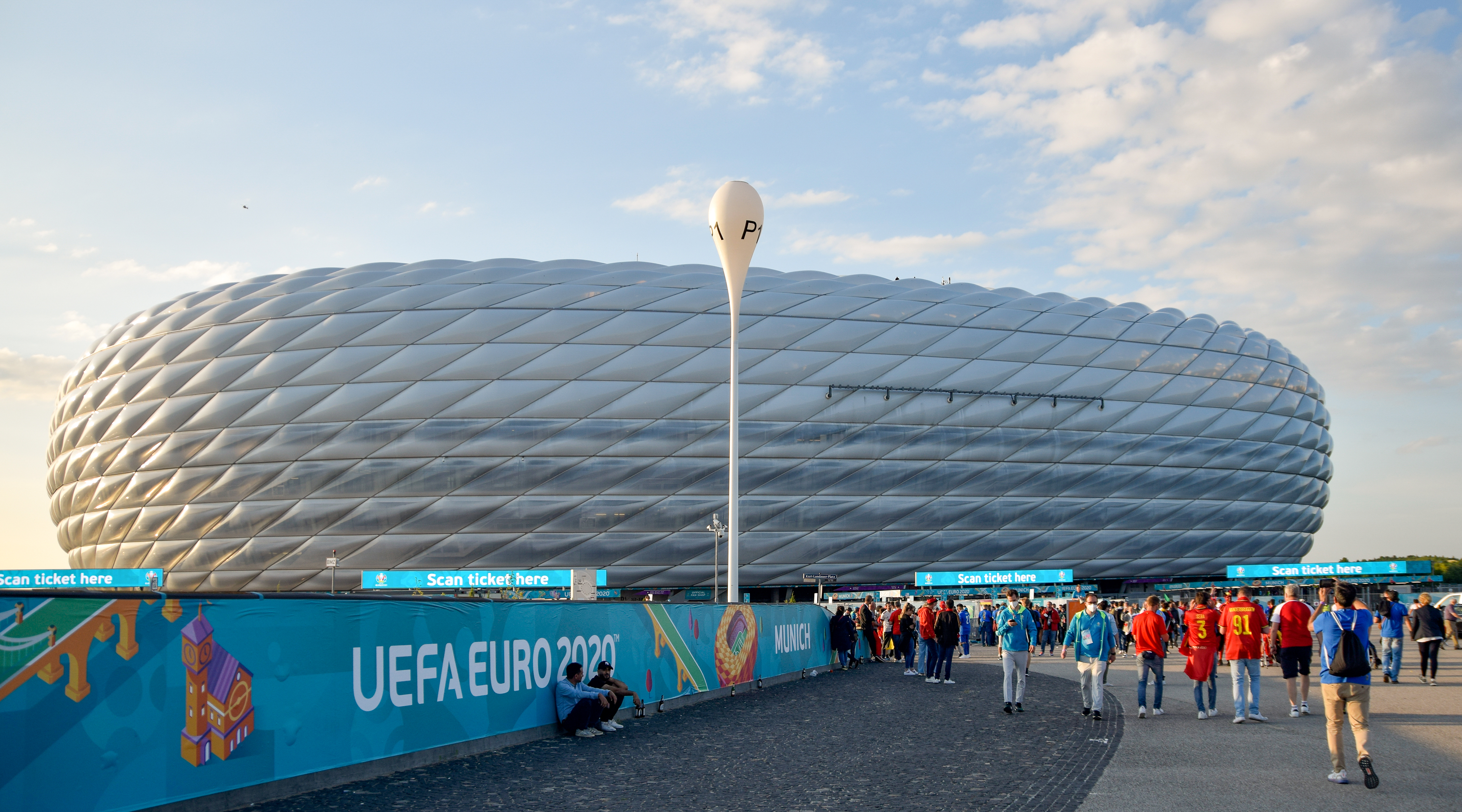
Die Allianz Arena vor dem Viertelfinalspiel Belgien gegen Italien (1:2) am 2. Juli 2021 mit abgenommenem Schriftzug

Für die Ausrichtung der Endrunde der Fußball-Europameisterschaft 2020 beschloss die UEFA das Turnier anlässlich des 60-jährigen Bestehens des Wettbewerbs in insgesamt 12 Ländern auszurichten. Interessierte Verbände konnten sich mit jeweils einem Stadion entweder für die Ausrichtung von drei Gruppenspielen zuzüglich eines Achtel- oder Viertelfinales oder die Ausrichtung der Halbfinals sowie des Finalspiels bewerben. Am 30. August 2013 gab das DFB-Präsidium bekannt, dass sich Deutschland mit München für die Austragung der EM bewerben wird, die konkurrierende Bewerbung von Berlin wurde abgelehnt.
Obwohl der DFB zunächst Interesse an einer Bewerbung um das Finalpaket signalisiert hatte, gab der DFB im September 2014 kurz vor der Vergabe der Austragungsrechte bekannt, auf eine Bewerbung Münchens zu den Final- und Halbfinalspielen zugunsten Londons verzichten zu wollen. Die Bewerbung Münchens erhielt schließlich die Austragungsrechte für drei Spiele der Gruppenphase sowie ein Viertelfinale zugesprochen. Mit einer offiziellen Kapazität von 70.000 Zuschauern sollte die Allianz Arena das drittgrößte Stadion bei der Europameisterschaft sein, hinter dem Wembley-Stadion in London und dem Olympiastadion Rom.
Aufgrund der sich zunehmend ausbreitenden Corona-Pandemie wurde das Turnier im März 2020 um ein Jahr in den Frühsommer 2021 verschoben. Nachdem seit Beginn der Pandemie ein Großteil aller weltweiten Fußballspiele ohne Zuschauer ausgetragen worden war und sich im Frühjahr 2021 die Pandemiesituation in Europa aufgrund der fortschreitenden Impfungen zunehmend entspannt hatte, entschied die UEFA, für die EM nur Spielstätten zuzulassen, in denen eine Austragung der Spiele vor Zuschauern seitens der zuständigen Behörden garantiert wird. Da die Stadt München eine solche Garantie verweigerte, drohte München als Spielort seitens der UEFA gestrichen zu werden. Letztlich einigte man sich unter Vorbehalt auf eine Austragung der Partien vor 14.500 Zuschauern. Für München bedeutete dies die ersten Spiele mit Publikum seit März 2020, abgesehen von jeweils 250 erlaubten Zuschauern Ende Mai am letzten Spieltag der Bundesliga und 3. Liga.
Während der Fußball-Europameisterschaft 2021 wurden in München folgende Spiele ausgetragen:
|                                               |   |             |           |
| Di, 15. Juni 2021 um 21:00 Uhr – Gruppe F     |   |             |           |
| Frankreich                                    | – | Deutschland | 1:0 (1:0) |
| Sa, 19. Juni 2021 um 18:00 Uhr – Gruppe F     |   |             |           |
| Portugal                                      | – | Deutschland | 2:4 (1:2) |
| Mi, 23. Juni 2021 um 21:00 Uhr – Gruppe F     |   |             |           |
| Deutschland                                   | – | Ungarn      | 2:2 (0:1) |
| Fr, 2. Juli 2021 um 21:00 Uhr – Viertelfinale |   |             |           |
| Belgien                                       | – | Italien     | 1:2 (1:2) |

Bezüglich der Illuminierung des Münchner EM-Stadions in Regenbogenfarben vor dem Vorrundenspiel Deutschland gegen Ungarn am 23. Juni 2021 beantragte der Münchner Stadtrat bei der UEFA, die Fassade des Stadions bei jenem Spiel als Zeichen für Vielfalt und Toleranz zu beleuchten, was die UEFA mit Unterstützung des DFB ablehnte. Zahlreiche Reaktionen von fast allen politischen Parteien verurteilten, dass die UEFA dem Antrag des Stadtrats nicht nachkam. Bundesweit wurden hingegen andere Fußballstadien in den Regenbogenfarben beleuchtet, München bestrahlte das Rathaus, den Olympiaturm sowie das Windrad gleich neben der Fußballarena. Aus Protest gegen das Verbot der UEFA tauchen auch große Wirtschaftsunternehmen ihre Firmenlogos auf Social-Media-Plattformen wie Twitter und Facebook in Regenbogenfarben. Bis zu 11.000 Fähnchen, 5000 Klapp-Pappen und 4500 Aufkleber mit der Aufschrift „Don't Kick LGBTIQ Rights“ sowie FFP2-Masken wurden an Fans vor dem Stadion verteilt.

### UEFA Women’s Champions League (seit 2022)
Die Frauenmannschaft des FC Bayern München trat am 22. März 2022 erstmals in der Arena an. Das Heimspiel im Viertelfinale der Women’s Champions League 2021/22 gegen die französischen Vertreterinnen von Paris Saint-Germain fand in der Spielstätte der Männermannschaft statt. Die Frauen des FCB unterlagen dabei vor 13.000 Zuschauern der Mannschaft aus der französischen Hauptstadt mit 1:2.
Am 7. Dezember spielte die Frauenmannschaft zum zweiten Mal in der Allianz Arena. Der Gegner am 4. Spieltag der Gruppenphase der UEFA Women’s Champions League 2022/23 war die Mannschaft des FC Barcelona, die vor 24.000 Zuschauern mit 3:1 besiegt wurde.

### National Football League (seit 2022)
Die US-amerikanische National Football League (NFL) trägt seit 2022 American-Football-Partien der regulären Saison innerhalb der NFL International Series in Deutschland aus. Als Spielort waren München mit der Arena, Frankfurt am Main (Deutsche Bank Park) und Düsseldorf (Merkur Spiel-Arena) in die engere Auswahl gekommen. Im Oktober und November 2021 wurde die Stadt München von Vertretern der NFL als möglicher Standort geprüft. Der Münchner Stadtrat stimmte am 15. Dezember 2021 in einer Vollversammlung der Bewerbung um die Spiele in der Allianz Arena von 2022 bis 2025 zu. Zuvor wurden noch rechtliche Details zwischen den Beteiligten, der NFL, der Stadt und dem FC Bayern München als Eigentümer der Arena geklärt. Durch die Gastspiele der NFL hofft die Stadt auf hohe Einnahmen. Das Referat für Arbeit und Wirtschaft schätzt den wirtschaftlichen Gegenwert auf jährlich rund 31,5 Mio. Euro.
Am 9. Februar 2022 gab die NFL bekannt, dass ab Herbst des Jahres, bis zunächst 2025, jährlich eine Partie in Deutschland stattfinden werde. Beginnend mit der Arena in München wird im Wechsel auch der Deutsche Bank Park in Frankfurt am Main Gastgeber sein.
Um den Spielbetrieb in dem bislang reinen Fußballstadion zu ermöglichen, wurden von Juni bis November 2022 Umbaumaßnahmen vorgenommen. So wurden unter anderem Vorrichtungen für die Tore im Boden eingebaut und die Dimensionen des Spielfelds sowie der Rasenheizung erweitert. Zudem wurden die Mannschaftsbereiche erweitert, zusätzliche Duschen installiert und technische Installationen vorgenommen sowie nach dem Spiel der Rasen ausgetauscht.
Das erste reguläre NFL-Spiel in Deutschland fand am 13. November 2022 statt. Am 10. November 2024 fand ein Spiel der Saison 2024 statt.
|                                     |                                     | NFL Munich Game 2022 |         |                      |  |                                                                    |
| München 13. November 2022 15:30 Uhr |                                     | Seattle Seahawks     | 16 : 21 | Tampa Bay Buccaneers |  | Allianz Arena Zuschauer: 69.811 (ausverkauft) Referee: John Hussey |
| München 13. November 2022 15:30 Uhr | (0:0, 0:14, 3:0, 13:7) Spielbericht | Seattle Seahawks     |         | Tampa Bay Buccaneers |  | Allianz Arena Zuschauer: 69.811 (ausverkauft) Referee: John Hussey |

|                                     |                                            | NFL Munich Game 2024 |         |                 |  |                                                                      |
| München 10. November 2024 15:30 Uhr |                                            | Carolina Panthers    | 20 : 17 | New York Giants |  | Allianz Arena Zuschauer: 70.132 (ausverkauft) Referee: Shawn Hochuli |
| München 10. November 2024 15:30 Uhr | (7:0, 3:0, 7:7, 0:10) OT: 3:0 Spielbericht | Carolina Panthers    |         | New York Giants |  | Allianz Arena Zuschauer: 70.132 (ausverkauft) Referee: Shawn Hochuli |

### Frauen-Bundesliga (seit 2023)
Am 14. Oktober 2023 trugen die Frauen des FC Bayern München erstmals eine Bundesligapartie in der Allianz Arena aus. Die Begegnung gegen Eintracht Frankfurt endete torlos vor 19.000 Zuschauern. Am 6. September 2025 kommt es in der Allianz Arena zum Eröffnungsspiel der Bundesligasaison 2025/26 gegen Bayer Leverkusen und so zum zweiten Heimspiel der FCB-Frauen in der Arena.

### Fußball-Europameisterschaft 2024
Das DFB-Präsidium beschloss im Oktober 2013, dass sich der DFB um die Ausrichtung der Fußball-Europameisterschaft 2024 bewerben werde. Als eine von insgesamt 14 Kandidatenstädten bewarb sich München beim DFB mit der Allianz Arena als Austragungsort. Am 15. September 2017 erteilte das DFB-Präsidium München den Zuschlag. Nachdem Deutschland 2018 von der UEFA als Gastgeber für die Europameisterschaft 2024 ausgewählt wurde, war München als Austragungsort bestätigt.
Die Allianz Arena ist das erste Stadion, in welchem Spiele bei zwei aufeinanderfolgenden EM-Endrundenturnieren stattfanden.
Am 10. Mai 2022 gab die UEFA bekannt, dass das Stadion in München als Austragungsort des Eröffnungsspiels am 14. Juni 2024 ausgewählt wurde. Insgesamt wurden sechs EM-Begegnungen in der Arena ausgetragen. Neben der Eröffnungspartie mit Gastgeber Deutschland sind drei Gruppenspiele (17., 20. und 25. Juni), ein Achtelfinale (2. Juli) und ein Halbfinale (9. Juli) gespielt worden. Von der UEFA wird die Allianz Arena dabei „Fußball Arena München“ genannt.
Während der Fußball-Europameisterschaft 2024 wurden in München folgende Spiele ausgetragen:
|                                                              |   |             |           |
| Fr., 14. Juni 2024 um 21:00 Uhr – Gruppe A (Eröffnungsspiel) |   |             |           |
| Deutschland                                                  | – | Schottland  | 5:1 (3:0) |
| Mo., 17. Juni 2024 um 15:00 Uhr – Gruppe E                   |   |             |           |
| Rumänien                                                     | – | Ukraine     | 3:0 (1:0) |
| Do., 20. Juni 2024 um 15:00 Uhr – Gruppe C                   |   |             |           |
| Slowenien                                                    | – | Serbien     | 1:1 (0:0) |
| Di., 25. Juni 2024 um 21:00 Uhr – Gruppe C                   |   |             |           |
| Dänemark                                                     | – | Serbien     | 0:0       |
| Di, 2. Juli 2024 um 18:00 Uhr – Achtelfinale                 |   |             |           |
| Rumänien                                                     | – | Niederlande | 0:3 (0:1) |
| Di, 9. Juli 2024 um 21:00 Uhr – Halbfinale                   |   |             |           |
| Spanien                                                      | – | Frankreich  | 2:1 (2:1) |

### Ehrung von Franz Beckenbauer
Anfang März 2025 wurde zu Ehren von Franz Beckenbauer ein aus Glasgewebe gefertigtes überdimensionales Trikot mit der Aufschrift „Beckenbauer“ und dessen Rückennummer „5“ unters Dach der Allianz Arena gezogen. Somit wird Beckenbauer auch damit geehrt, dass seine Rückennummer „5“ beim FC Bayern nicht mehr vergeben wird.

### Champions-League-Finale 2025
Der FC Bayern München bewarb sich zusammen mit der Stadt und der Allianz Arena um das Endspiel der UEFA Champions League 2020/21. Einziger Mitbewerber war laut der UEFA das russische Sankt Petersburg mit dem WM-Stadion von 2018. Am 13. Februar 2019 beschloss die Vollversammlung des Münchner Stadtrates die Einreichung der Bewerbungsunterlagen an die UEFA für das Finale 2021. Falls München den Zuschlag erhielte, würde es zum Endspiel ein mehrtägiges „Champions Festival“ mit Unterhaltungsprogramm im Olympiapark geben. Die geschätzten Kosten für die Ausrichtung lagen laut Stadt bei ca. 8,5 Mio. Euro. Die Bewerbung wurde am 26. Juni auf das Endspiel 2022 erweitert. Die UEFA hatte Anfang 2019 beschlossen, die Endspiele 2021 und 2022 im Paket zu vergeben. Dies bedeutete, dass die beiden Bewerberstädte jeweils den Zuschlag für ein Endspiel erhalten würden. Am 24. September 2019 vergab die UEFA das Endspiel 2022 nach München. Durch die COVID-19-Pandemie und die daraus resultierenden Verschiebungen sollte in München dann das Endspiel der UEFA Champions League 2022/23 ausgetragen werden, im Juli 2021 entschied die UEFA jedoch, dass das Finale 2023 in Istanbul ausgetragen wird. Dort hatte eigentlich 2021 das Endspiel stattfinden sollen, das aber aufgrund der noch immer grassierenden Corona-Pandemie nach Porto verlegt worden war. 
Das Finale 2025 wurde am 31. Mai 2025 in München ausgetragen. Paris Saint-Germain besiegte Inter Mailand 5:0.

## Spiele deutscher Fußballnationalmannschaften

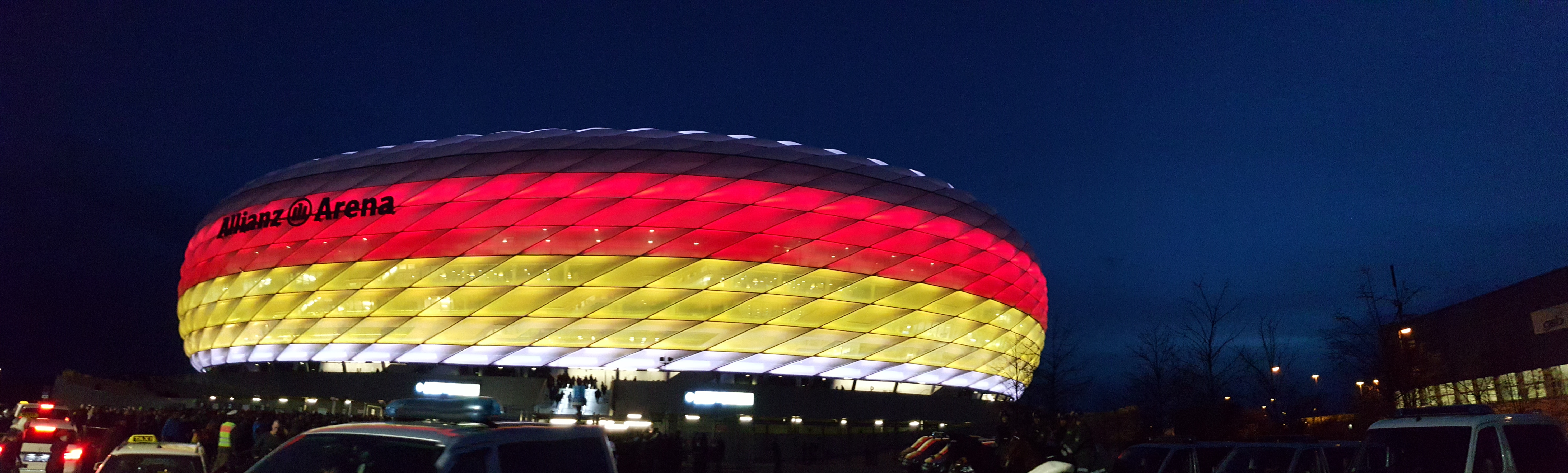
Beleuchtung bei einem Deutschlandspiel

### Männer
Die deutsche Fußballnationalmannschaft der Männer trat bisher zu zwölf Begegnungen in der Arena an. Bei der Europameisterschaft 2020 sollte die deutsche Mannschaft alle drei Vorrundenspiele in München austragen. Aufgrund der Corona-Pandemie wurde das Turnier im März 2020 um ein Jahr verschoben und fand im Frühsommer 2021 statt.
|                                                                 |   |             |           |
| Fr, 9. Juni 2006 um 18:00 Uhr Gruppe A (Eröffnungsspiel)        |   |             |           |
| Deutschland                                                     | – | Costa Rica  | 4:2 (2:1) |
| Sa, 24. Juni 2006 um 17:00 Uhr Achtelfinale                     |   |             |           |
| Deutschland                                                     | – | Schweden    | 2:0 (2:0) |
| 17. Oktober 2007, EM-Qualifikation                              |   |             |           |
| Deutschland                                                     | – | Tschechien  | 0:3 (0:2) |
| 3. März 2010, Freundschaftsspiel                                |   |             |           |
| Deutschland                                                     | – | Argentinien | 0:1 (0:1) |
| 6. September 2013, WM-Qualifikation                             |   |             |           |
| Deutschland                                                     | – | Österreich  | 3:0 (1:0) |
| 29. März 2016, Freundschaftsspiel                               |   |             |           |
| Deutschland                                                     | – | Italien     | 4:1 (2:0) |
| 6. September 2018, UEFA Nations League 2018/19                  |   |             |           |
| Deutschland                                                     | – | Frankreich  | 0:0       |
| Di, 15. Juni 2021 um 21:00 Uhr – Gruppe F                       |   |             |           |
| Deutschland                                                     | – | Frankreich  | 0:1 (0:1) |
| Sa, 19. Juni 2021 um 18:00 Uhr – Gruppe F                       |   |             |           |
| Deutschland                                                     | – | Portugal    | 4:2 (2:1) |
| Mi, 23. Juni 2021 um 21:00 Uhr – Gruppe F                       |   |             |           |
| Deutschland                                                     | – | Ungarn      | 2:2 (0:1) |
| 7. Juni 2022, UEFA Nations League 2022/23                       |   |             |           |
| Deutschland                                                     | – | England     | 1:1 (0:0) |
| Fr., 14. Juni 2024 um 21:00 Uhr – Gruppe A (EM-Eröffnungsspiel) |   |             |           |
| Deutschland                                                     | – | Schottland  | 5:1 (3:0) |
| 14. Oktober 2024, UEFA Nations League 2024/25                   |   |             |           |
| Deutschland                                                     | – | Niederlande | 1:0 (0:0) |
| 4. Juni 2025, Halbfinale UEFA Nations League 2024/25            |   |             |           |
| Deutschland                                                     | – | Portugal    | 1:2 (0:0) |

### Frauen
Die deutsche Frauennationalmannschaft bestritt in der Allianz Arena im Rahmen der Vorbereitung auf die Europameisterschaft ein Freundschaftsspiel gegen Japan. Die Partie fand vor 46.104 Zuschauern statt.
|                                   |   |       |           |
| 29. Juni 2013, Freundschaftsspiel |   |       |           |
| Deutschland                       | – | Japan | 4:2 (1:1) |

## Konzerte
Am 26. Juli 2023 wurde vom Stadtrat München die umfangreiche Sanierung des Olympiastadions beschlossen. Zwischen Herbst 2025 und voraussichtlich Frühling 2027 muss es dafür komplett geschlossen werden. In dieser Zeit werden Konzerte in der Allianz Arena stattfinden. Darauf einigten sich die Allianz Arena München Stadion GmbH (MSG) und die Olympiapark München GmbH (OMG). Es besteht eine Nutzungsbeschränkung im über 90 Jahre laufenden Erbbaurechtsvertrag zwischen der MSG und der Landeshauptstadt München, die die Arena nur für den Fußball vorsieht und Open-Air-Konzerte sowie Veranstaltungen im Olympiapark stattfinden lässt. Diese Beschränkung musste für den Zeitraum ausgesetzt werden. Aufgrund des laufenden Spielbetriebs werden es etwa drei Konzerte pro Jahr sein. Der Kommunalausschuss des Stadtrates stimmte am 9. November 2023 den Plänen zu.
Das erste Konzert in der Allianz Arena fand am 20. Juni 2025 mit dem Auftritt von Guns N’ Roses vor 55.000 Zuschauern statt.

## Dokumentarfilm und Bildband
- Wolfgang Ettlich: Der Fußballtempel – Eine Arena für München. (Dokumentarfilm über den Bau der Allianz Arena), 2005.
- FC Bayern München, Ai Weiwei, Herzog & de Meuron: Discovery HD: Built for Champions – Allianz Arena+Beijing Stadium, 2009.
- Hubertus Hamm: Allianz Arena. Der Bildband. Süddeutsche Zeitung/Bibliothek, 21. November 2006, ISBN 3-86615-402-X, S. 224.